# Аруша (аэропорт)
Аэропорт Аруша (англ. Arusha Airport,суахили Uwanja wa ndege wa Arusha) (ИАТА: ARK, ИКАО: HTAR) — региональный аэропорт, расположенный в районе Оласити города Аруша, столицы одноимённой области на севере Танзании. В настоящее время аэропорт находится на стадии расширения, которое включает в себя строительство нового перрона и здания терминала.
В западной части аэропорта расположена приводная радиостанция.

## Авиакомпании и направления
Следующие авиакомпании выполняют регулярные рейсы из аэропорта Аруша:

## Статистика
| Год                                      | Пассажиропоток | Пассажиропоток | Воздушное движение | Воздушное движение | Грузопоток (кг) | Грузопоток (кг) |
| ---------------------------------------- | -------------- | -------------- | ------------------ | ------------------ | --------------- | --------------- |
| 2010                                     | 154,174        | ▲20.5%         | 19,460             | ▲15.5%             | 812,930         | ▲6.69%          |
| 2011                                     | 112,433        | ▼-37.1%        | 21,306             | ▲8.66%             | 41,238          | ▼-1871%         |
| 2012                                     | 162,268        | ▲30.7%         | 22,690             | ▲6.10%             | 192,725         | ▲78.6%          |
| 2013                                     | 187,911        | ▲13.7%         | 23,868             | ▲4.94%             | 212,760         | ▲9.42%          |
| 2014                                     | 179,511        | ▼-4.68%        | 23,904             | ▲0.15%             | 148,390         | ▼-43.4%         |
| 2015                                     | 142,224        | ▼-26.2%        | 20,692             | ▼-15.5%            | 141,061         | ▼-5.20%         |
| Источник: Управление аэропортов Танзании |                |                |                    |                    |                 |                 |

## Авиакатастрофы и происшествия
- 18 декабря 2013 года Boeing 767 Ethiopian Airlines, следовавший из Аддис-Абебы в международный аэропорт Килиманджаро, совершил внеплановую посадку в аэропорту после того, как не смог приземлиться в пункте назначения[9]. Так как взлетно-посадочная полоса аэропорта короче, чем обычно может использоваться Боингом 767. В результате он вылетел за пределы взлетно-посадочной полосы, в результате чего аэропорт был на короткое время закрыт[10]. Через несколько дней самолёт доставили в аэропорт Килиманджаро[11][12][13].